# Uchiha Sasuke
Uchiha Sasuke (Nhật: うちは サスケ) (/ˈsɑːskeɪ/) là nhân vật hư cấu trong loạt manga và anime Naruto do Kishimoto Masashi tạo ra. Sasuke là thành viên của tộc Uchiha, một gia tộc ninja khét tiếng và là một trong những thế lực mạnh nhất liên minh với làng Lá (木ノ葉隠れの里, Mộc Diệp Ẩn Lý). Trước khi bộ truyện bắt đầu, hầu hết thành viên tộc Uchiha đều bị anh trai Sasuke là Uchiha Itachi tàn sát, khiến Sasuke là một trong số ít thành viên thuộc gia tộc còn sống. Trong thời gian là genin của Đội 7, cậu dần yêu quý những người đồng đội Uzumaki Naruto và Haruno Sakura, nhưng vì cảm thấy mình quá yếu đuối nên cậu buộc phải từ bỏ bạn bè và quê hương của mình để lên đường tìm kiếm sức mạnh lớn hơn. Cậu đã tìm đến Orochimaru để thực hiện điều đó. Sasuke xuất hiện trong một số series phim hoạt hình và phương tiện truyền thông liên quan, bao gồm trò chơi điện tử, OVA, Boruto: Naruto the Movie (2015), và loạt manga hậu truyện Boruto – Naruto hậu sinh khả úy (2016). Trong phần hậu truyện, Sasuke được miêu tả là người bảo vệ thầm lặng của làng Lá, đồng thời là sư phụ của Uzumaki Boruto-con trai Naruto.
Kishimoto lên ý tưởng rằng Sasuke sẽ là đối thủ của Naruto. Mặc dù kể từ nửa sau phần I, Sasuke được phát triển thành nhân vật u tối nhưng Kishimoto muốn tránh việc khắc họa Sasuke là nhân vật phản diện. Ông cảm thấy khâu thiết kế Sasuke là một thách thức và gặp khó khăn trong việc tạo cho nhân vật này một diện mạo phù hợp. Dù vậy, tác giả vẫn ngày càng thích vẽ Sasuke. Trong những bộ anime chuyển thể từ manga, diễn viên lồng tiếng Nhật cho Sasuke là Sugiyama Noriaki, còn tiếng Anh là Yuri Lowenthal.
Phản hồi dành cho Sasuke trong các ấn phẩm anime và manga có sự đa chiều. Sasuke có kỹ năng chiến đấu ấn tượng, đóng vai trò quan trọng trong cốt truyện, là đối thủ xứng tầm với Naruto, và nhận được nhiều lời khen ngợi. Tuy nhiên, anh bị chỉ trích là kiểu đối thủ quá điển hình trong khuôn mẫu của những nhân vật shōnen manga khác và thể hiện một tính cách lạnh lùng. Dù vậy, hình ảnh của Sasuke trong phần sau của câu chuyện và tính trưởng thành trong phần hậu truyện Boruto giúp anh nhận nhiều bình luận tích cực. Sasuke được độc giả Naruto xếp hạng cao trong cuộc thăm dò về mức độ yêu thích. Anh cũng trở thành đối tượng nghiên cứu của các học giả. Sản phẩm ăn theo nhân vật, bao gồm mô hình cử động và móc khóa đã được phát hành.

## Sáng tạo

### Phát triển
Mangaka Kishimoto Masashi ban đầu không đưa Uchiha Sasuke vào trong ý tưởng gốc của loạt manga Naruto, nơi mà câu chuyện chủ yếu xoay quanh nhân vật Uzumaki Naruto. Khi thảo luận về tương lai của bộ truyện, biên tập viên của Kishimoto là Yahagi Kosuke khuyên tác giả nên tạo thêm nhân vật đối thủ cho nhân vật chính Naruto. Kết quả là Kishimoto đã sáng tạo nên Uchiha Sasuke. Tên gọi nhân vật này bắt nguồn từ manga Sasuke của Shirato Sanpei và Sarutobi Sasuke, một ninja hư cấu trong những câu chuyện thiếu nhi Nhật Bản. Để giới thiệu Sasuke, Kishimoto đã viết một chương lấy bối cảnh trước khi Đội 7 được thành lập. Tuy nhiên, ý tưởng này đã bị loại bỏ. Thay vào đó, Yahagi nói với Kishimoto rằng hãy tập trung vào việc giới thiệu Naruto trong 2 chương đầu của loạt manga, những chương tiếp theo sẽ tập trung vào Sasuke và những nhân vật phụ còn lại. Sau khi tạo ra nhân vật Sasuke, Kishimoto quyết định dùng cậu làm nhân vật chính thay vì nhân vật phụ để phát triển cậu cùng với Naruto.
Kishimoto đọc nhiều bộ manga khác nhau để thu thập ý tưởng cho việc sáng tạo ra sự ganh đua đầy ấn tượng giữa hai nhân vật, mà ông đã xem nó như một phần trong mối quan hệ giữa Naruto và Sasuke. Ông cũng lấy cảm hứng từ mối quan hệ giữa mình với em trai song sinh Kishimoto Seishi. Thời thơ ấu, Masashi từng lo lắng cho Seishi mỗi khi em ông đối diện với thất bại và ông đã cố gắng giúp đỡ Seishi. Để tạo ra sự tương phản giữa Sasuke và Naruto, Kishimoto đã thiết kế sao cho Sasuke trở nên vô cảm hơn và khắc họa nhân vật là "thiên tài lạnh lùng". Tác giả cảm thấy mình đã tạo ra một cặp đối thủ cạnh tranh lý tưởng, và khi một trong hai nhân vật trở nên tiến bộ, thì nhân vật còn lại cũng vậy. Kishimoto muốn Naruto và Sasuke vừa là anh em, vừa là đối thủ của nhau, khi cả hai người họ đều phải trải qua nỗi cô đơn thời thơ ấu. Mặc dù ban đầu Sasuke không coi Naruto như một đối thủ xứng tầm, nhưng cậu dần trở nên ngạc nhiên trước sự tiến bộ của Naruto và muốn ganh đua quyết liệt. Trong phần kết thúc của phần I, sự cạnh tranh giữa họ đã dẫn đến một cuộc chiến khiến họ ngày càng xa cách nhau. Kishimoto nói rằng ông không muốn Sasuke xem Naruto là đối thủ xứng tầm cho đến giai đoạn về sau của phần II.
Mặc dù cả hai nhân vật đều sử dụng nhẫn thuật xuyên suốt series, nhưng Kishimoto muốn hai bọn họ phải dựa vào đấu tay đôi để đẩy trận chiến cuối cùng giữa hai người lên đến cao trào. Ông quyết định để Naruto tha thứ cho Sasuke vì anh cũng từng tha thứ cho Nagato, một kẻ thù cũ khác. Trận chiến cuối cùng giữa Naruto và Sasuke được coi là một trong những thử thách lớn nhất mà Studio Pierrot phải đối mặt vì xưởng phim phải mất cả tháng để chuyển thể nó từ manga. Đạo diễn Yamashita Hiroyuki đích thân đảm nhận phụ trách trận chiến khiến hầu hết nhân viên anime cảm thấy nhẹ nhõm vì ông giàu kinh nghiệm. Về phần kịch bản, Pierrot được CyberConnect2 hỗ trợ, nó là studio phát triển trò chơi điện tử từng chuyển thể trận chiến này thông qua game đối kháng Naruto Shippuden: Ultimate Ninja Storm 4. Điều cần thiết là phải cho mọi chuyển động trong trận chiến giống với thực tế, tạo cho Sasuke một cái nhìn đáng sợ cũng như mái tóc tung bay để thể hiện ý tưởng rằng cả hai chiến binh đang tham gia vào trận chiến sinh tử, điều này khiến một số người cảm xúc lẫn lộn vì Naruto muốn tránh khỏi số phận này. Pha va chạm cuối cùng giữa chidori của Sasuke và rasengan (螺旋丸 (La toàn hoàn) Rasengan) của Naruto dựa trên tham khảo từ những cảnh khác của series để tạo ra ấn tượng mạnh hơn đến cảm xúc của khán giả. Ê kíp cũng ghi nhận rằng sau cuộc chiến này, khuôn mặt của Sasuke trở nên thân thiện.
Kishimoto cảm thấy Sasuke là nhân vật khó viết kịch bản, đòi hỏi phải lên kế hoạch kỹ lưỡng. Trong phần kết thúc của series, Sasuke rời đi để bắt đầu cuộc hành trình đơn độc. Kishimoto nói rằng ngoài mục đích chuộc tội, Sasuke muốn khám phá nguồn gốc của nhân vật phản diện cuối cùng, nhưng điều này không hề được giải thích trong truyện. Ngay từ đầu quá trình sản xuất Naruto, tác giả đã lên kế hoạch cho mối tình giữa Sasuke và Haruno Sakura. Ông cũng quyết định rằng ngay cả khi Sasuke có mối quan hệ tốt với đồng minh, anh vẫn là ninja phiêu bạt giang hồ ở cuối loạt tác phẩm.
Tác giả muốn khám phá thêm vai trò của Sasuke trong series sau phần kết thúc của Naruto. Ông muốn làm sáng tỏ về mối quan hệ giữa Sasuke và Sakura trong phần manga spin-off mang tên Naruto Gaiden: Nanadaime Hokage to Akairo no Hanatsuzuki. Nội dung của bộ này tập trung vào con gái họ là Uchiha Sarada. Câu chuyện lấy bối cảnh gia đình Uchiha bị chia cắt kể từ lúc Sasuke rời làng làm nhiệm vụ, giải thích về mối liên kết giữa 3 nhân vật. Kishimoto dồn tâm trí vào cảnh cuối cùng của gia đình Uchiha, nhóm nhân vật mà ông coi là khía cạnh quan trọng nhất của phần spin-off. Vì Sasuke ít xuất hiện trong phim điện ảnh Naruto, nên Kishimoto quyết định giao cho anh vai trò lớn hơn trong bộ phim Boruto: Naruto the Movie (2015), thể hiện anh là sư phụ dạy dỗ con đầu lòng của Naruto là Uzumaki Boruto. Mối quan hệ này có sự tương đồng với Piccolo và Gohan trong loạt manga Dragon Ball của Toriyama Akira. Họ vẫn tiếp tục là thầy trò trong manga Boruto – Naruto hậu sinh khả úy (2016). Kishimoto xác định cuộc chiến của Naruto cùng với Sasuke chống lại Momoshiki là điểm nhấn của bộ phim Boruto và yêu cầu ê kíp làm phim hãy chú ý đến những cảnh đó. Hai cảnh khác do ê kíp thực hiện khiến Kishimoto ngạc nhiên là cảnh mà Sasuke sử dụng một trong những chiêu thức thể thuật, và sự kết hợp giữa tuyệt kỹ Susanoo của Sasuke và Cửu vĩ Hồ ly của Naruto.

### Thiết kế
Kishimoto xem Sasuke là thiết kế nhân vật đáng nhớ nhất vì anh được phát triển đối nghịch với Naruto. Tác giả cho biết phác họa về Sasuke và năng lực sharingan (写輪眼, Tả luân nhãn) của anh chịu ảnh hưởng từ nhân vật Hiei trong loạt manga Hành trình U Linh Giới của Togashi Yoshihiro. Sasuke trong phác thảo gốc có đeo dây chuyền và dây buộc quanh tay và chân vì Kishimoto có thói quen đeo đồ trang trí cho nhân vật càng nhiều càng tốt. Tuy nhiên, Kishimoto nhận ra rằng mình không thể vẽ một nhân vật như vậy hàng tuần nên ông đã đơn giản hóa thiết kế để tạo ra sự khác biệt cơ bản với trang phục của Naruto. Chidori (千鳥, Thiên điểu) là một trong những nhẫn thuật nổi tiếng nhất mà Sasuke và Hatake Kakashi sử dụng, ban đầu còn có một tên gọi khác nhưng Kishimoto đã quên. Tác giả còn tạo ra biến thể khác của chidori là "raikiri" (雷切, Lôi thiết).
Tác giả coi khâu thiết kế và vẽ Sasuke là thách thức nhất trong tất cả nhân vật. Kishimoto thiếu ý tưởng rõ ràng rằng khuôn mặt của Sasuke trông như thế nào, nói rằng Sasuke có vẻ già hơn người bạn cùng trang lứa Naruto. Sự bất tiện này là kết quả của việc tác giả thiếu kinh nghiệm trong việc vẽ nhân vật già dặn hơn so với tuổi của họ. Tóc của Sasuke ban đầu được vẽ ngắn để tiết kiệm thời gian của Kishimoto, khi loạt manga kéo dài thì tóc cũng dài theo. Giữa phần I, tác giả đã thiết kế cho Sasuke bộ trang phục mới với thắt lưng quấn quanh tay và chân, nhưng sau đó ông vẫn quay lại thiết kế gốc của nhân vật vì tốn ít thời gian hơn để vẽ. Sasuke là nhân vật mà Kishimoto thích vẽ mặc dù rất tốn thời gian và công sức, ông còn so sánh độ phức tạp giữa việc vẽ Sasuke với Sakura. Cấp trên của Kishimoto đôi khi yêu cầu ông vẽ lại những phần trong manga mà chưa minh họa rõ Sasuke.

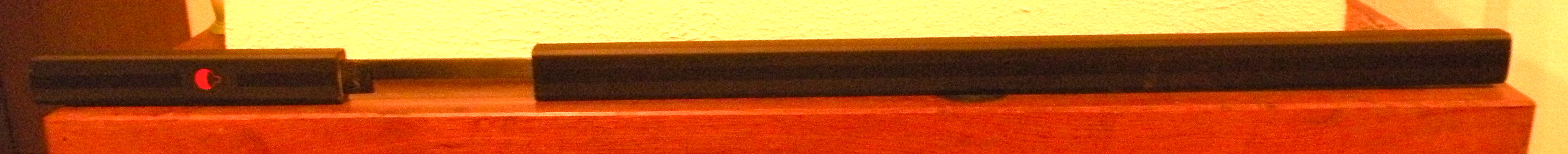
Bản sao thanh đao Kusanagi của Sasuke

Trong phần II, Kishimoto tập trung vào việc thiết kế Sasuke với vẻ bề ngoài già dặn. Ban đầu, tác giả định vẽ Sasuke trở nên cuốn hút hơn, nhưng ý tưởng này bị loại bỏ. Về phần trang phục, Kishimoto lúc đầu dự định kết hợp bộ trang phục của Sasuke lúc nhỏ với bộ quần áo mới, hiện đại hơn. Kishimoto thử một số diện mạo khác, bao gồm cả việc sử dụng đai lưng shimenawa để gợi dáng vẻ nhân vật phản diện Orochimaru, và một chiếc áo cổ lọ và quân phục để thể hiện sự sạch sẽ. Ông tránh lựa chọn thứ hai do bị trùng với quần áo mùa lạnh. Cuối cùng, ông thiết kế Sasuke mặc quần áo truyền thống Nhật Bản và cầm trên tay thanh đao chokutō.
Ở phim Naruto: Trận chiến cuối cùng, Kishimoto đã mang đến cho Sasuke một thiết kế mới mẻ, ra dáng thanh niên với đường nét khuôn mặt trở nên sắc sảo hơn. Trái ngược với Naruto trở nên già dặn khi cắt tóc, kiểu tóc của Sasuke dài hơn để che đi một phần khuôn mặt. Trong phác thảo gốc, mái tóc của Sasuke che đi con mắt rinnegan (輪廻眼, Luân hồi nhãn) bí ẩn ở bên trái. Kishimoto quyết định để Sasuke đội mũ trùm đầu vì nhân vật đã che giấu thân phận trong các sự kiện của phim. Sasuke được thiết kế một cách đặc trưng sao cho phù hợp với những hành động của anh. Việc Sasuke bị cụt tay ở phần kết thúc Naruto cũng được bộ đồ che phủ.

### Tính cách và diễn viên lồng tiếng

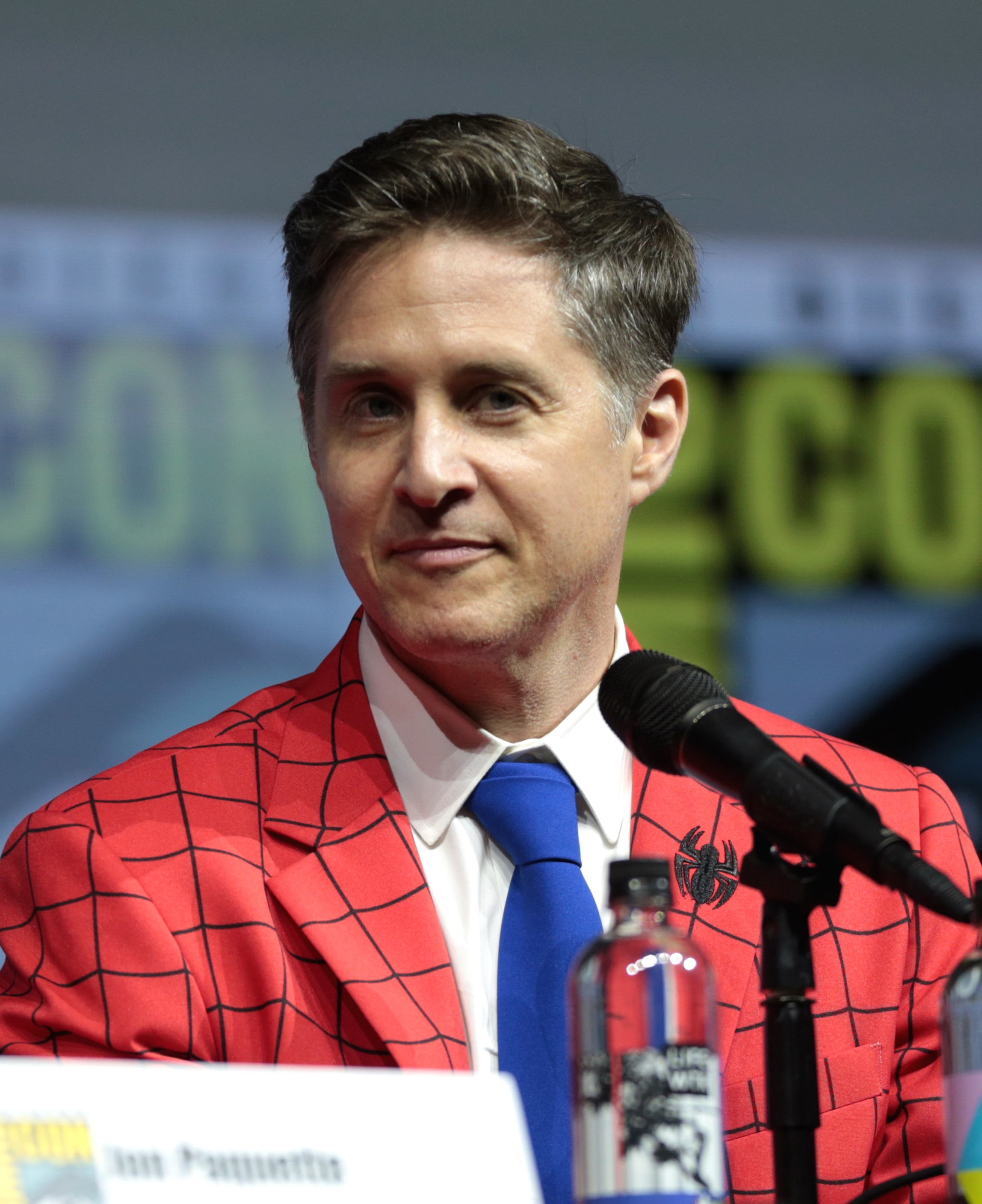
Yuri Lowenthal là diễn viên lồng tiếng cho Sasuke trong phiên bản anime tiếng Anh.

Sugiyama Noriaki là người lồng tiếng cho Sasuke trong các phương tiện truyền thông Nhật Bản. Vào thời điểm bắt đầu phần đầu tiên của anime, Sugiyama gặp khó khăn khi lồng tiếng cho Sasuke vì ông không biết gì nhiều về tính cách nhân vật. Ông bắt đầu hiểu rõ nhân vật kể từ lúc Sasuke gặp anh trai mình là Uchiha Itachi. Sugiyama đọc manga và đặc biệt hứng thú với sự phát triển của Sasuke khi nhân vật này rời làng Lá. Ông muốn lồng tiếng lại cho một số cảnh trong anime, bao gồm khoảnh khắc Sasuke bỏ làng ra đi. Trong đoạn phim Behind the Scenes of Uchiha kể về câu chuyện quá khứ của Sasuke và Itachi, Sugiyama cho biết ông cảm thấy xúc động trong những buổi thu âm mùa 6 của phần II (Naruto Shippuden), phần mà Sasuke biết được sự thật về vai trò của anh trai mình trong đêm thảm sát tộc Uchiha.
Sugiyama nghĩ rằng câu thoại "Cô thật là phiền phức" của Sasuke dành cho Sakura tóm tắt cảm xúc của nhân vật dành cho Sakura, và biểu lộ sự thay đổi trong mối quan hệ của họ mỗi khi câu này được nói ra. Mặc dù lần đầu tiên nói câu này thì Sasuke cảm thấy Sakura phiền phức thật, nhưng khi Sasuke lặp lại câu này với Sakura trước khi rời làng Lá thì anh lại mỉm cười. Nữ diễn viên lồng tiếng Nhật cho Naruto là Takeuchi Junko nói rằng câu thoại "Hẹn gặp lại em lần tới... Cảm ơn" mà Sasuke gửi gắm cho Sakura thể hiện tình cảm mà anh dành cho cô. Sugiyama nói rằng vào cuối series, Sasuke nhận ra rằng anh đã làm cho Sakura tổn thương nhiều như thế nào, và xin lỗi cô sau trận chiến cuối cùng giữa anh và Naruto vì điều này. Trong buổi ghi âm cho Boruto: Naruto the Movie, Sugiyama mong đợi sẽ thấy được mối gắn kết giữa Sasuke và đệ tử của anh là Uzumaki Boruto. Theo Sugiyama, tính cách của Sasuke đã thay đổi trong loạt anime Boruto, và nam diễn viên muốn người hâm mộ thấy sự tương tác của nhân vật với gia đình mình. Ban nhạc rock Nhật Bản Scenarioart chịu trách nhiệm trình diễn ca khúc chủ đề kết thúc của arc dưới sự chỉ đạo của Pierrot. Bài hát này thể hiện mối quan hệ giữa Sasuke và Sarada dù bị chia cắt bởi khoảng cách địa lý nhưng họ vẫn quan tâm tới nhau. Mặc dù lời bài hát đề cập đến cuộc chia tay của Sasuke và Sarada, nhưng vẫn thể hiện sự lạc quan vì kiểu gì họ cũng sẽ gặp lại nhau.
Người lồng tiếng Anh cho Sasuke là Yuri Lowenthal nói rằng ông thấy vinh dự khi đảm nhận vai diễn này vì đã vượt qua nhiều diễn viên đến thử giọng, nhưng ông thừa nhận rằng công việc này thực sự căng thẳng. Mặc dù người hâm mộ chỉ trích sự sai lệch và sai sót trong bản thu âm của Lowenthal, nhưng ông vẫn thích lồng tiếng cho nhân vật. Ấn tượng ban đầu của ông về Sasuke là "một anh chàng nghiêm túc, chăm chỉ luyện tập", nhưng quan điểm của ông đã thay đổi khi biết về câu chuyện quá khứ của nhân vật. Lowenthal nói rằng một số câu thoại của Sasuke, chẳng hạn như cách mà nhân vật dùng từ "giết" đã bị thay đổi vì Viz Media thường kiểm duyệt các đoạn đối thoại trong series đối với khán giả phương Tây. Kết quả là ông cảm thấy phiên bản gốc của Nhật Bản thể hiện nhân vật chân thật hơn.

## Nét đặc trưng và chủ đề

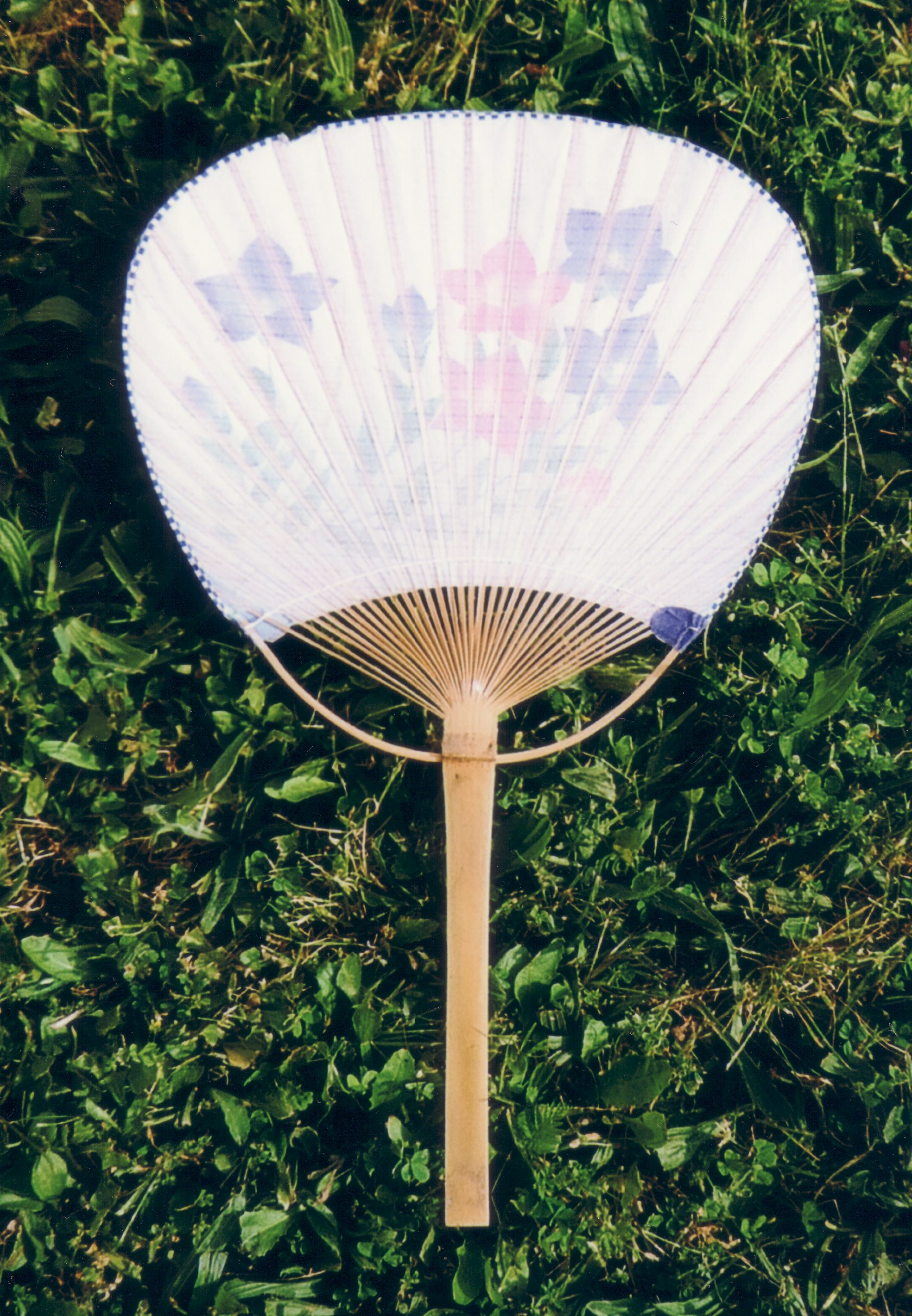
Quạt (uchiwa) là biểu tượng của tộc Uchiha.

Sasuke là kiểu nhân vật ít nói, cậu cố gắng trở nên mạnh hơn để có thể giết người anh trai Itachi vì anh đã phản bội và tàn sát cả gia tộc. Cậu quan tâm đến đồng đội của mình và cứu nguy họ nhiều lần, nhưng giai đoạn sau của phần I thì cậu cắt đứt quan hệ với họ vì tin rằng điều này sẽ giúp cậu mạnh hơn. Sasuke cảm thấy động lòng khi Uzumaki Naruto muốn anh hòa giải với làng, anh xem Naruto là người bạn duy nhất của mình. Sasuke trở nên phúc hậu hơn vào cuối series, nhưng anh vẫn quyết định không trở về quê nhà, anh muốn chuộc tội và săn lùng kẻ thù đe dọa hòa bình của làng Lá. Năm 2010, Lowenthal nói rằng Sasuke là một trong những nhân vật đen tối đầu tiên mà ông lồng tiếng, nói thêm rằng "Cậu ấy là một người hùng, nhưng không phải kiểu người hùng mũ trắng trẻ người non dạ."
Khi cốt truyện phát triển theo hướng Sasuke trở thành nhân vật phản diện chính của câu chuyện, Kishimoto đã ví Naruto và Sasuke như hai thái cực đối lập vì sự khác biệt và tính bổ khuyết cho nhau giữa hai bọn họ. Trong khoảng thời gian này, tác giả được hỏi rằng liệu Sasuke là thiện hay ác. Ông trả lời rằng Sasuke không thuộc về trường hợp nào và ông gọi nhân vật là "người rất thuần khiết". Kishimoto nói rằng mặc dù một số hành động của Sasuke, chẳng hạn như noi theo lý tưởng gia tộc là điều tốt, nhưng bản tính coi mình là trung tâm lại thường gây họa cho người khác. Kể từ lúc loạt manga bắt đầu được đăng theo kỳ, Kishimoto đã dự định kết thúc bộ truyện bằng cuộc chiến giữa Naruto và Sasuke, nhưng ông không chắc rằng họ sẽ là bạn hay là thù.
Một số học giả đã phân tích nhân vật. Theo Rik Spanjers, sự khác biệt giữa Sasuke với Naruto là bi kịch, nhưng sự tương phản giữa cách mà các nhân vật chính tiếp cận với thế giới là điều cốt yếu của cốt truyện: "Naruto trở nên mạnh hơn khi anh có thêm nhiều người thân yêu để bảo vệ, còn Sasuke thì vẫn cứ đơn độc và ngày càng bị cuốn sâu vào chuyện trả thù". Học giả Amy Plumb nhận thấy rằng Kishimoto có áp dụng nhiều yếu tố thần thoại Nhật Bản vào trong Naruto, bao gồm gia huy của tộc Uchiha mà người hâm mộ quen gọi là uchiwa, điều này góp phần làm cho câu chuyện có nhiều lớp lang. Năng lực của Sasuke có khả năng "thổi bay" đi ảnh hưởng của Cửu vĩ Hồ ly lên người Naruto giống như việc sử dụng quạt trong thần thoại để xua đuổi tà ma. Beatriz Peña cho rằng lòng hận thù của Sasuke trong series là kết quả của chủ đề chiến tranh được thể hiện xuyên suốt câu chuyện. Việc tộc Uchiha bị tàn sát do cuộc nội chiến chống lại làng Lá đã mở ra sự kết nối giữa Sasuke và Naruto.
Trong một bài luận văn, Tejal Suhas Bagwe mô tả việc sử dụng nhẫn thuật lấy cảm hứng thần linh của tộc Uchiha là sự tham chiếu chủ yếu đến thần thoại Nhật Bản, đặc biệt là sự thức tỉnh của mangekyou sharingan (万華鏡写輪眼 (Vạn hoa đồng tả luân nhãn) Mangekyō Sharingan). Một đề cập khác là cách mà Orochimaru biến thành Yamata no Orochi trong cuộc chiến giữa Sasuke và Itachi. Tại trận chiến đó, Itachi đã dùng Susanoo để phong ấn Orochimaru y như trong thần thoại. Nhân vật phản diện cuối cùng của series là Otsutsuki Kaguya lấy cảm hứng từ Kaguya Hime. Tương tự như sharingan, Kaguya cũng có tham chiếu đến thần thoại Nhật Bản, khi mà Sasuke và Naruto đều là hậu duệ của con bà là Hagoromo và Hamura, tương ứng với thần mặt trời Amaterasu và thần bão tố Susanoo. Mối quan hệ tương phản giữa 2 nhân vật này là chủ đề thường gặp trong manga, vì nó không chỉ được khám phá thông qua Naruto và Sasuke mà còn thông qua hai ninja khác là Senju Hashirama và Uchiha Madara.

## Xuất hiện

### TrongNaruto

Nguyền ấn khắc lên cổ Sasuke trong phần I.

#### Phần I
Sasuke xuất hiện lần đầu trong chương 3 của manga Naruto với tư cách là ninja trẻ tuổi được chỉ định trở thành thành viên của Đội 7, cùng với đối thủ của cậu là Uzumaki Naruto và cô gái say mê cậu là Haruno Sakura. Người huấn luyện bộ ba này là Hatake Kakashi. Mặc dù Sasuke là người lạnh lùng, khó gần và xa cách, nhưng cậu dần dần quan tâm đến Naruto và Sakura. Trong lúc thực hiện một nhiệm vụ, Sasuke đã thức tỉnh sharingan — năng lực nhìn thấu ảo ảnh mà cậu thừa hưởng từ tộc Uchiha cho phép cậu học những chuyển động không thể nhận thấy với tốc độ siêu phàm. Sasuke sau này được tiết lộ là người sống sót duy nhất của tộc Uchiha hùng mạnh một thời ở làng Lá. Năm cậu 7 tuổi, người anh trai Itachi đã tàn sát cả gia tộc, và tha mạng cho cậu vì nghĩ rằng cậu không đáng để giết. Sasuke cố tìm kiếm những đối thủ mạnh để trấn an rằng mình đang mạnh lên.
Trong một kỳ thi để nâng cấp bậc ninja, Đội 7 đã chạm trán Orochimaru. Ông là ninja lưu vong xuất thân từ làng Lá, kẻ đã khắc nguyền ấn chứa đựng mảnh ý thức của Orochimaru lên người Sasuke giúp cậu gia tăng sức mạnh thể chất, nhưng bù lại khiến cậu trở nên độc ác và tàn bạo. Kakashi dạy Sasuke nhẫn thuật chiến đấu hệ lôi là chidori nhằm xoa dịu đi ham muốn sức mạnh của Sasuke. Trong một cuộc bao vây làng Lá, Sasuke bị ninja cuồng chiến tên là Gaara đánh bại, nhưng cậu được Naruto cứu. Không lâu sau đó, Itachi trở về làng, Sasuke toan giết anh ta nhưng bất thành và bị tra tấn, đánh đập. Cảm thấy bất bình, cậu quyết định rời Đội 7 và làng Lá để tìm kiếm sức mạnh. Sasuke nghĩ rằng nếu được Orochimaru huấn luyện thì cậu sẽ trở nên mạnh hơn nên chấp nhận trở thành bạt nhẫn. Naruto đuổi theo Sasuke và họ giao chiến với nhau vì Sasuke từ chối trở về làng. Sasuke thắng trận, tha mạng cho Naruto và lên đường đến sào huyệt của Orochimaru.

#### Phần II

Sasuke (trái) sử dụng Susanoo đối đầu với Cửu Vĩ của Naruto (phải) trong trận chiến cuối cùng.

Sau hai năm rưỡi luyện tập, Sasuke hấp thụ Orochimaru trước khi ông ta có thể chiếm hữu cơ thể trẻ trung của cậu. Sau sự kiện đó, Sasuke thành lập đội Hebi để tìm Itachi. Itachi và Sasuke giao chiến với kết quả là Itachi tử trận vì bao bệnh khi trận chiến lên đến đỉnh điểm. Sasuke sau đó gặp thượng cấp của Itachi là Tobi, hắn tiết lộ rằng Itachi đã tàn sát cả gia tộc Uchiha vì mệnh lệnh của làng Lá, và rằng Itachi tha mạng cho Sasuke là vì anh yêu quý cậu chứ không phải do khinh thường. Sasuke gặp lại Hebi, đổi tên nhóm thành Taka và tuyên bố sẽ hủy diệt cả làng Lá để báo thù. Do cái chết của anh trai mình, Sharingan của Sasuke đười nâng cấp thành Mangekyo Sharingan cho phép cậu sử dụng những nhẫn thuật mới mạnh hơn. Sau khi đồng ý làm việc cho tổ chức tội ác Akatsuki một thời gian ngắn, Sasuke biến thành tội phạm. Cậu ám sát Shimura Danzo — kẻ chủ mưu vụ thảm sát Uchiha và là Hokage đệ Lục tạm quyền của làng Lá lúc bấy giờ. Sasuke đối mặt với những người đồng đội cũ của Đội 7 và cả thầy Kakashi, nhiều chuyện rắc rối xảy ra và Naruto thách Sasuke quyết đấu một trận tử chiến.
Một thời gian sau, Đại chiến Ninja lần 4 lại nổ ra. Sasuke lúc đầu định chuẩn bị đấu với Naruto nhưng thay vào đó, cậu quyết định bảo vệ làng Lá sau khi gặp gỡ Itachi để ngăn chặn Tập giới chuyển sinh và cùng Orochimaru hồi sinh 4 vị Hokage đời trước. Cậu tái hợp với Đội 7 và chiến đấu với Thập Vĩ do kẻ chủ mưu đằng sau Akatsuki- Obito điều khiển. Sasuke kế thừa nhãn thuật huyền thoại Rinnegan từ linh hồn của Lục đạo Hiền nhân là Otsutsuki Hagoromo, người khai sinh ra thế giới Shinobi. Đội 7 chiến đấu và phong ấn thành công sinh vật cổ đại được gọi là Otsutsuki Kaguya — mẹ của Hagoromo — đồng thời là người tạo ra Thập Vĩ. Sasuke sau đó đấu tay đôi với Naruto để quyết định tương lai làng Lá nhằm tìm ra người đứng đầu mạnh nhất và là Hokage đời tiếp theo của làng. Khi bị mất đi cánh tay trái, Sasuke đầu hàng và làm hòa với Naruto. Cậu sử dụng Rinnegan để phá đi ảo ảnh mà Akatsuki đặt lên nhân loại. Hokage đệ Lục nhiệm kì lúc bấy giờ là Hatake Kakashi đã ân xá cho tội ác của Sasuke. Kể từ đó, anh quyết định đi du lãng khắp thế giới để chuộc tội. Trước khi rời đi, Sasuke chào tạm biệt Sakura và Kakashi với lòng biết ơn và hẹn trở về. Cuối manga, sau khi trở về làng một thời gian dài, Sasuke được tiết lộ là đã kết hôn với Sakura, và họ có với nhau một cô con gái đặt tên là Sarada.

### Trong loạt tác phẩmBoruto
Trong manga spin-off Naruto Gaiden: Nanadaime Hokage to Akairo no Hanatsuzuki và anime Boruto – Naruto hậu sinh khả úy (2017), Sasuke vài lần rời khỏi làng Lá sau khi Sarada ra đời để làm nhiệm vụ điều tra bí mật về hiểm họa có thể xảy ra liên quan đến Kaguya. Anh du hành khắp thế giới và bước vào cả không thời gian của Kagura để tìm kiếm manh mối trong khi vẫn bí mật hỗ trợ những làng khác. Trong Naruto Gaiden, anh hợp tác với Naruto để chống lại đối tượng thí nghiệm cũ của Orochimaru là Shin, y lấy họ Uchiha và nung nấu ý định báo thù cho Itachi, đồng thời ủ mưu hồi sinh Akatsuki để phá hoại nền hòa bình. Sau khi đánh bại Shin và những đứa trẻ nhân bản của y, Sasuke lần đầu gặp gỡ con gái mình và sau đó tiếp tục lên đường làm nhiệm vụ. Miyamoto Mirei có viết tiểu thuyết kể về việc Sasuke thay thế cho Sarutobi Konohamaru làm người huấn luyện của đội Boruto, Sarada và Mitsuki.
Trong Boruto: Naruto the Movie, cũng được đề cập trong cả anime và manga Boruto, Sasuke trở về làng Lá để cảnh báo Naruto về mối đe dọa do họ hàng của Kaguya là Otsutsuki Momoshiki và Otsutsuki Kinshiki gây ra, chúng đang tìm kiếm sức mạnh chakra vĩ thú cho mục đích của riêng mình. Sasuke gặp con trai của Naruto là Boruto, và trở thành sư phụ của cậu sau khi cậu học được cách sử dụng rasengan từ cha mình. Khi thành viên tộc Otsutsuki bắt cóc Naruto trong kỳ thi Chunin, Boruto tham gia cùng với Sasuke và những Kage làng khác đi đến hành tinh của Momoshiki để giải cứu Naruto. Sasuke sau đó giúp Naruto và Boruto đánh bại Momoshiki, kẻ đã hấp thụ Kinshiki để tăng sức mạnh của mình. Sau khi đánh bại Momoshiki, Sasuke nhận ra kẻ thù đã đặt phong ấn lên Boruto. Trong anime, Sasuke có đồng hành cùng Gaara để tìm kiếm Otsutsuki Urashiki. Trong manga, Sasuke biết được gia tộc Otsutsuki có liên hệ với tổ chức ngầm Kara. Sasuke cùng với Naruto đối mặt với chúng, và lưu ý rằng anh có thể tử trận do sức mạnh vượt trội của chúng.

### Trong những tác phẩm khác
Sasuke xuất hiện trong 4 OVA đầu tiên được sản xuất cho series. Trong OVA đầu tiên, cậu giúp Naruto và Konohamaru tìm cỏ bốn lá; trong OVA thứ hai, cậu gia nhập đội của Naruto để làm một nhiệm vụ; trong OVA thứ ba thì cậu tham gia vào một giải đấu; trong OVA thứ tư thì cậu làm việc cùng Đội 7. Phần Naruto: Shippuden có một OVA thể hiện một trận chiến giữa Naruto và Sasuke. Sasuke cũng xuất hiện ở 2 bộ phim điện ảnh Naruto đầu tiên; trong anime Naruto: Cuộc chiến ở Tuyết Quốc (2004), cậu là hộ vệ của một công chúa; trong Naruto: Huyền thoại đá Gelel (2005) thì cậu chỉ xuất hiện ngắn ngủi trong đoạn hồi tưởng. Phim điện ảnh phần II đầu tiên có sự xuất hiện của Sasuke là Naruto Shippuden: Nhiệm vụ bí mật (2008). Bộ phim thứ sáu của phần II là Naruto: Đường tới Ninja (2012) thể hiện một Sasuke thích tán tỉnh linh tinh ở thế giới khác. Trong Naruto: Trận chiến cuối cùng (2014), Sasuke trưởng thành đã quay lại làng Lá một thời gian ngắn để bảo vệ nó khỏi thiên thạch.
Sasuke thường xuất hiện trong light novel Naruto, và là nhân vật chính trong manga Naruto Jinraiden: Ōkami no Naku Hi (2012) phản ánh tâm tư của cậu kể từ khi Itachi qua đời và con đường tới quyết định hủy diệt làng Lá. Trong Sakura Hiden (2015), Sasuke trưởng thành dù đang trên hành trình chuộc tội vẫn quay về làng một thời gian vì lo cho sự an toàn của Sakura. Trong Akatsuki Hiden (2015), Sasuke gặp 2 đứa trẻ kể cho anh nghe những câu chuyện về Akatsuki, và họ bàn về thành tựu của Itachi. Anh đóng vai trò là nhân vật chính trong Sasuke Shinden (2015); nội dung của bộ kể về việc anh đồng ý giúp làng Lá điều tra hàng loạt vụ mất tích với sự hỗ trợ của nhóm Taka và ninja của làng tên là Sai. Sasuke cũng là nhân vật chính trong phần spin-off Uchiha Sasuke no Sharingan Den do mangaka Taira Kenji thực hiện. Esaka Jun có viết cuốn tiểu thuyết Sasuke Retsuden: Uchiha no Matsuei to Tenkyū no Hoshikuzu kể về cuộc sống của Sasuke và Sakura lúc trưởng thành.
Sasuke là nhân vật người chơi trong loạt trò chơi điện tử Naruto, bao gồm Naruto: Gekitō Ninja Taisen! và Naruto: Narutimate Series. Nguyền ấn của Sasuke có thể được mở khóa và kích hoạt trong một số game. Do vắng mặt trong những tập đầu của Naruto Shippuden, Sasuke không xuất hiện trong bất kỳ game nào dựa trên Naruto Shippuden cho tới khi Gekitō Ninja Taisen! EX 2 và Narutimate Accel 2 (2007) ra mắt. Sasuke cũng xuất hiện trong những tựa game crossover, bao gồm Jump Super Stars (2005), Battle Stadium D.O.N (2006), Jump Ultimate Stars (2006), J-Stars Victory VS (2014), và Jump Force (2019).

## Ảnh hưởng văn hóa

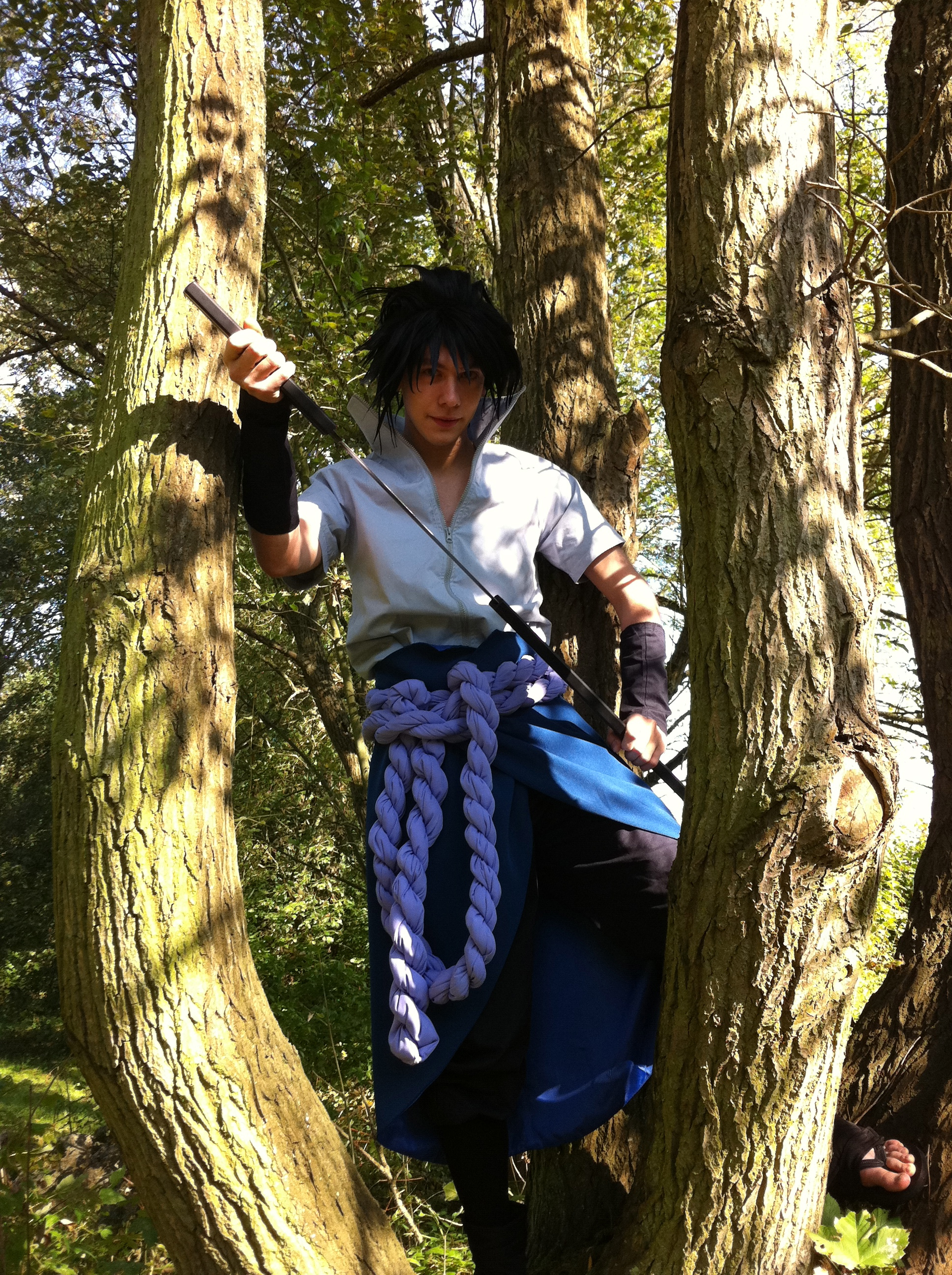
Cosplay nhân vật Uchiha Sasuke.

### Độ nổi tiếng
Sasuke luôn nằm trong số 5 nhân vật hàng đầu của manga Naruto tại các cuộc bình chọn do Weekly Shōnen Jump tạo ra dành cho series này. Ban đầu, nhân vật này xen kẽ giữa vị trí thứ 3 và thứ 4, và từng về nhất 2 lần. Một cuộc thăm dò khác trên trang web Charapedia của Nhật Bản xếp sự cạnh tranh giữa Sasuke và Naruto là đáng nhớ nhất trong anime. Tương tự, Sasuke được Anime Anime xếp hạng 2 trong danh sách những đối thủ tuyệt vời nhất trong anime và manga. Tại New York Comic Con năm 2015, nhà điều hành Christopher Butcher và biên tập viên Otsuki Jo nhận xét rằng Sasuke đã trở thành nhân vật được yêu thích nhất series, và Otsuki gọi Sasuke là nhân vật mà ông yêu thích. Butcher tự hỏi liệu độc giả có xem Sasuke là nhân vật đáng tin cậy không kể từ khi anh nhìn đời một cách lạc quan như Naruto vào cuối truyện. Theo Otsuki, người hâm mộ thường cảm thấy tính cách và nhẫn thuật của Sasuke "ngầu hơn" Naruto. Jacob Hope của Anime News Network liệt kê Sasuke và Naruto là một trong số những "cặp bạn thù khốc liệt nhất" trong anime. Trong một cuộc thăm dò của Tokyo Otaku Mode, Sasuke xếp thứ 6 trong số những nhân vật mà phụ nữ muốn hẹn hò. IGN cũng liệt kê anh là một trong số mười địch thủ vĩ đại nhất trong anime nói chung. Cuộc thăm dò của Anime! Anime! liệt kê Naruto và Sasuke là một trong số những cặp đối thủ tốt nhất đã trở thành đồng minh. Tại cuộc thăm dò năm 2021, Sasuke xếp thứ 5 trong số những nhân vật được yêu thích nhất của manga Boruto – Naruto hậu sinh khả úy.
Khi chứng kiến trận chiến cuối cùng giữa Naruto và Sasuke trong game, giám đốc điều hành của CyberConnect2 là Matsuyama Hiroshi thừa nhận rằng ông đã rất xúc động. Matsuyama cũng thực hiện bản phác thảo của riêng mình về Sasuke nhằm đưa nó vào trò chơi khi nhân vật đối diện với Naruto. Matsuyama sau này phản ánh rằng tập 133 của anime là một trong những tập yêu thích của ông, không phải chỉ vì cảnh hành động giữa Naruto và Sasuke mà còn do giá trị cảm xúc được thể hiện trên màn ảnh.

### Sản phẩm ăn theo
Sản phẩm ăn theo Sasuke bao gồm móc khóa và mô hình cử động. Hồi phim điện ảnh Boruto mới ra mắt, khán giả còn có cơ hội được tặng quạt in hình ảnh Sasuke và Sarada. Để quảng bá cho trò chơi điện tử Naruto Shippuden: Ultimate Ninja Storm 4, hai bức tượng tỉ lệ 1/6 mô tả Naruto và Sasuke trong trận chiến cuối cùng đã được công ty Tsume tại Luxembourg phát triển.
Công ty sản xuất đồ chơi Nhật Bản là Bandai đã phát hành mô hình cử động Sasuke thực hiện nhẫn thuật chidori. Tháng 5 năm 2017, Bandai trình làng mô hình thu nhỏ của Sasuke thực hiện nhãn thuật Susanoo thể hiện hình tượng thần sấm sét Raijin. Studio Pierrot đã phát hành tranh vẽ bán kèm với mô hình nhân vật này. Bandai cũng sản xuất mô hình thu nhỏ phiên bản giới hạn của Sasuke trưởng thành xuất hiện trong phần kết thúc của Naruto và loạt tác phẩm Boruto. Ký giả của Ain't It Cool News và Crunchyroll là Scott Green đã ấn tượng với mô hình này.